# Albino Argüelles
Albino Argüelles (Nueva Pompeya, 5 de febrero de 1896-cerca de Gobernador Gregores, 17 de diciembre de 1921), a veces también llamado Albino Argüello, Arguello o Arguelles. Fue un dirigente socialista de las huelgas rurales patagónicas de 1921, conocidas como Patagonia rebelde, quien fue asesinado en un paraje cercano a la actual localidad de Gobernador Gregores, el 17 de diciembre de 1921.

## Biografía
Nació en Nueva Pompeya, un barrio de Buenos Aires, el 5 de febrero de 1896. Herrero de oficio, participó en los disturbios de la Semana Trágica de enero de 1919. Se afilió ese año al Partido Socialista, donde militó de forma activa. Antes de partir hacia el sur, también realizó giras en los yerbatales e ingenios del norte. En el año 1920 parte hacia la Patagonia, más específicamente a Puerto San Julián. Allí realiza diversos trabajos, como arriero, resero y esquilador. Al tiempo fue designado secretario del Sindicato de Oficios Varios de San Julián.

### Acciones durante la Patagonia Rebelde
Era el único dirigente socialista del movimiento ya que el resto de los líderes eran mayormente anarcosindicalistas.Más allá de estas diferencias, mantuvo muy buenas relaciones con el líder anarquista Ramón Outerello, con José Font, conocido como Facón Grande y el secretario de la Sociedad Obrera de Río Gallegos, Antonio Soto, principal impulsor del movimiento huelguístico.
A fines de noviembre de 1921 declara la huelga rural en la zona central del territorio de Santa Cruz. En una gira que recorre toda la zona al oeste y noroeste de Puerto San Julián, pasa por las estancias, levantando en huelga a los trabajadores que decidían plegarse, toma de rehenes a los administradores y capataces y junta víveres y caballadas para seguir con el movimiento. Durante estos días estuvo operando junto con otro dirigente, de ideología anarquista, de nacionalidad paraguaya y apellidado Jara, a quien llamaban Jara Tres Dedos. Según el relato de Vicente Juanes, un compañero socialista de Argüelles, habrían existido algunas fricciones en el accionar de la columna de huelguistas, dado que Jara habría pretendido acciones más directas, mientras que Argüelles abogaba por posturas más dialoguistas y menos confrontativas.
De esta forma, junta más de 300 huelguistas en un campamento, pero ante la llegada del capitán Elbio Anaya al territorio, decide cambiar de campamento, estableciéndose en una zona que se llamaba Tapera Casterán o La Mata (al norte de la localidad de Gobernador Gregores). Allí, los huelguistas fueron copados por las tropas al mando del capitán Anaya. Quienes se encontraban operando en la zona central de Santa Cruz al mando del teniente coronel Héctor Benigno Varela, enviado por el presidente Yrigoyen a reprimir el movimiento huelguístico en Santa Cruz.

### Captura y asesinato
Primero fueron capturados Albino Argüelles y el paraguayo Jara Tres Dedos, quienes, a pesar de un breve intercambio de disparos, aparentemente intentaron negociar con Anaya la rendición del grupo de trabajadores. Sin embargo, luego de un breve diálogo, ambos fueron apaleados, torturados y fusilados. El resto de los huelguistas fueron capturados y llevados hasta la estancia San José, ubicada en las cercanías. Allí muchos de ellos también serían asesinados a los pocos días. Según algunos testigos, el capitán Anaya, antes de ordenar el fusilamiento de Albino Argüelles afirmó "Me lo saqué de encima porque casi me convence", debido a que era conocido por su carisma y capacidad oratoria.
Las tropas del ejército intentaron quemar sus cuerpos y luego quedaron abandonados a la intemperie durante varios días, hasta que, a las semanas, varios trabajadores rurales de la zona decidieron darles sepultura. Para señalizar la ubicación de sus tumbas, un trabajador anónimo creó una cruz precaria utilizando un mango de guitarra. 
Su muerte fue motivo de una intensa campaña de denuncia por parte del periódico La Vanguardia, que era el órgano oficial del Partido Socialista de la Argentina, debido a que Albino Argüelles era afiliado al Centro Socialista de Nueva Pompeya en la Capital Federal desde el 25 de mayo de 1919.Además, el diputado socialista Antonio de Tomaso, usó su caso en la Cámara de Diputados para denunciar las matanzas de obreros rurales en Santa Cruz por parte del ejército Argentino y para solicitar la creación de una comisión que fuera a investigar los hechos en el territorio, pedido que fue desestimado por la bancada mayoritaria radical.

## Homenajes
A comienzos del siglo XXI se volvió a localizar su tumba y se creó en las cercanías un cenotafio en el que un nieto de Albino Argüelles depositó las cenizas de su esposa Clara Irene Labat y su hija, quien nació luego de que haya sido fusilado.
En la ciudad de Puerto San Julián se le puso su nombre a una calle.